# 圣让德塞萨尔捷
圣让德塞萨尔捷（法語：Saint-Jean-des-Essartiers，法語發音：[sɛ̃ ʒɑ̃ de.z‿ɛsaʁtje] ⓘ）是法国卡尔瓦多斯省的一个旧市镇，属于维尔区。2017年，圣让德塞萨尔捷与临近的3个市镇合并为新市镇瓦勒德德龙。

## 地理
圣让德塞萨尔捷（49°2'41"N, 0°50'16"W）面积8.27 平方千米，位于法国诺曼底大区卡爾瓦多斯省，该省份为法国西北部沿海省份，北濒大西洋英吉利海峡，东北与滨海塞纳省以海上边界相接，东临厄尔省，南至奧恩省，西与芒什省接壤。
与圣让德塞萨尔捷接壤的市镇（或旧市镇、城区）包括：卡阿涅、当皮埃尔、莱洛日、圣马丹德伯萨斯、圣旺德伯萨斯、塞旺。
圣让德塞萨尔捷的时区为UTC+01:00、UTC+02:00（夏令时）。

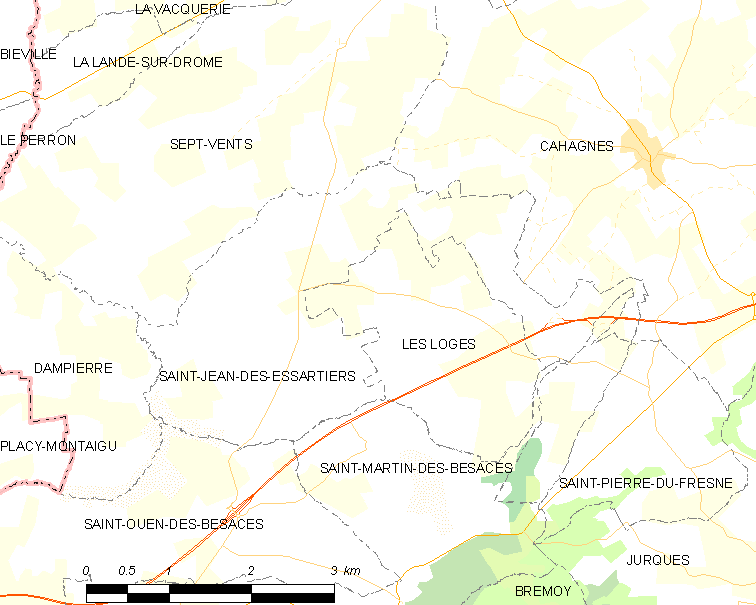
圣让德塞萨尔捷的OSM定位图

## 行政
圣让德塞萨尔捷的邮政编码为14350，INSEE市镇编码为14596。

## 政治
圣让德塞萨尔捷所属的省级选区为莱蒙多奈县。

## 人口

1962-2008年间圣让德塞萨尔捷人口变化图示

圣让德塞萨尔捷于2018年1月1日时的人口数量为209人。